# Sinești (Iași)
Sinești is een Roemeense gemeente in het district Iași.
Sinești telt 4401 inwoners.